# Theodor Storm
Hans Theodor Woldsen Storm (14 de septiembre de 1817 en Husum, Schleswig-Holstein, en ese momento parte de Dinamarca, hoy en Alemania – 4 de julio de 1888 en Hademarschen, Alemania) fue un escritor alemán.

## Biografía
Storm nació en Husum (die graue Stadt am grauen Meer, "la ciudad gris a orillas del mar gris") en la costa occidental de Schleswig-Holstein. Mientras aún era estudiante de leyes, publicó su primer volumen de obras en verso junto con los hermanos Tycho y Theodor Mommsen.
Trabajó como abogado en Schleswig-Holstein, pero emigró a Turingia en 1851 después del comienzo de la supremacía danesa, dejando el hogar paterno, y no regresó hasta 1864, después de que Schleswig-Holstein fuese reincorporado a Alemania.
Escribió varios relatos, poemas y novelas. Sus dos obras más conocidas con las novelas Immensee (1849) y Der Schimmelreiter, publicada por primera vez en abril de 1888 en el Deutsche Rundschau. Otras obras publicadas incluyen un volumen de sus poemas (1852), la novela Pole Poppenspäler (1874) y la novela Aquis submersus (1877)

## Influencias
Sus poetas favoritos eran Joseph von Eichendorff y Eduard Mörike, y la influencia del primero es muy notable incluso en las últimas obras de Storm. Durante una visita a Baden-Baden en el verano de 1864, invitado por su amigo, el escritor y pintor Ludwig Pietsch, conoció al escritor ruso Iván Turguénev. Durante varios años intercambiaron correspondencia y se enviaron copias de sus trabajos entre sí.

## Obras
- Der kleine Häwelmann, 1849, relatos.
- Immensee, Berlín, Duncker, 1851, novela
- Die Stadt. 1852
- Im Sonnenschein, Berlín, 1854
- Gedichte, Berlín, Schindler 1856
- Auf dem Staatshof. 1859
- Veronica, 1861
- Im Schloß. Leipzig, 1862
- Auf der Universität. Münster, Brunn 1863
- Die Regentrude, 1863, relatos
- Viola tricolor, 1874, novela
- Pole Poppenspäler, Braunschweig, Westermann 1875, novela
- Aquis submersus, Berlín 1877, novela
- Carsten Curator,  Berlín 1878, novela
- Renate',  1878, novela.
- Die Söhne des Senators, 1880, novela.
- Hans und Heinz Kirch, Berlín 1883, novela.
- Zur Chronik von Grieshuus, Berlín 1883-1884, novela
- Bötjer Basch. Berlín 1887
- Ein Doppelgänger. 1887. También publicado con el título John Glückstadt.
- Es waren zwei Königskinder. Berlín, 1888
- Der Schimmelreiter. Novela. Berlín, 1888
- Schlaflos
- Ich bin mir meiner Seele
- Knecht Ruprecht
- Sturmnacht
- Weihnachtslied

## Traducciones al castellano
- Sobre la crónica de la Casa Gris: Immen see; Psique, Alba (1996) ISBN 978-84-88730-06-0
- Pole el Titiritero, Casals (1983) ISBN 978-84-218-0454-4
- El Titiritero polaco, Bruguera (1982) ISBN 978-84-02-08954-0
- El Jinete del caballo blanco, La Gaya Ciencia (1979) ISBN 978-84-7080-526-4